# Copelatus cynthiae
Copelatus cynthiae är en skalbaggsart som beskrevs av Bilardo och Rocchi 2008. Copelatus cynthiae ingår i släktet Copelatus och familjen dykare. Inga underarter finns listade i Catalogue of Life.